# Grand Prix Šenčur
Le Grand Prix Šenčur est une course cycliste sur route masculine slovène. Créé en 1999, il est organisé par le club cycliste de Šenčur (Kolesarsko društvo sencur). Il fait partie de l'UCI Europe Tour en 2013, en catégorie 1.2. 

## Palmarès
| Année | Vainqueur       | Deuxième        | Troisième       |
| ----- | --------------- | --------------- | --------------- |
| 1999  | Boštjan Mervar  | Milan Erzen     | Matej Stare     |
| 2000  | Rajko Petek     | Gregor Zajc     | Borut Božič     |
| 2001  | Zoran Klemenčič | Matej Marin     | Gregor Zajc     |
| 2002  | Dean Podgornik  | Borut Božič     | Gregor Zajc     |
| 2003  | Dean Podgornik  | Matija Kvasina  | Uroš Murn       |
| 2004  | Matej Stare     | Vladimir Kerkez | Rok Jerse       |
| 2005  | Andrei Hauptman | Matej Stare     | Boris Premuzic  |
| 2006  | Matej Stare     | Gregor Gazvoda  | Miha Svab       |
| 2007  | Aldo Ino Ilešič | Matej Stare     | Jure Kocjan     |
| 2008  | Mitja Mahorič   | David Tratnik   | Gregor Gazvoda  |
| 2009  | Marko Kump      | Matej Stare     | Boštjan Rezman  |
| 2010  | Vladimir Kerkez | Mitja Mahorič   | Matija Kvasina  |
| 2011  | Jure Zrimšek    | Mitja Mahorič   | Matej Marin     |
| 2012  | Luka Mezgec     | Blaž Furdi      | Robert Jenko    |
| 2013  | Radoslav Rogina | Matej Marin     | Remco Broers    |
| 2014  | Non-disputé     | Non-disputé     | Non-disputé     |
| 2015  | Martin Otoničar | Luka Pibernik   | Aldo Ino Ilešič |